# Ryt aleksandryjski

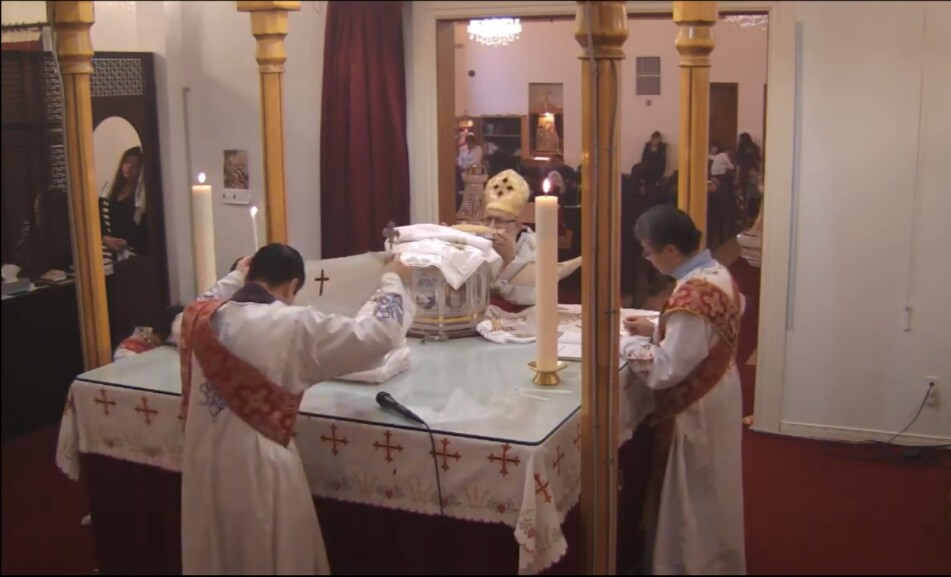
Boska Liturgia w rycie aleksandryjskim (Kościół koptyjski) - podniesienie

Ryt aleksandryjski – jeden ze wschodnich obrządków (rytów) sprawowania liturgii chrześcijańskiej. Ośrodkiem formowania się tej tradycji liturgicznej było miasto Aleksandria w Egipcie.

## Liturgia wedługEuchologionu Serapiona
Najstarsze modlitwy mszalne tradycji aleksandryjskiej zawarte są w Euchologionie Serapiona – księdze datowanej na czwarty wiek po Chrystusie, odnalezionej w 1894 roku na górze Athos. Jest to jednocześnie najstarsze świadectwo liturgii w całym chrześcijaństwie wschodnim. Autor był biskupem w Thmuis w Dolnym Egipcie i przyjacielem św. Antoniego Pustelnika oraz św. Atanazego. Sprawował rządy w diecezji w latach 339-353 i nazywano go uczonym (scholasticus).
Porządek Boskiej Liturgii według tekstów zawartych w Euchologionie Serapiona:
- "Pierwsza modlitwa niedzielna"
- Czytanie Pisma Świętego
- Homilia
- "Modlitwa po homilii"
- "Modlitwa za katechumenów"
- Błogosławieństwo udzielane katechumenom
- "Litanijna modlitwa nad ludem" (długie wprowadzenie; siedem wezwań; zakończenie w formie doksologii)
- Błogosławieństwo wypowiadane nad wiernymi
- "Modlitwa o uzdrowienie chorych"
- Błogosławieństwo przeznaczone dla chorych
- "Modlitwa o deszcz obfity i dobre zbiory"
- "Modlitwa za cały kościół"
- "Modlitwa za biskupa" (w rzeczywistości była to modlitwa za wszystkie stany Kościoła)
- "Modlitwa na klęczkach"
- Prefacja
- Aklamacja "Święty"
- Pierwsza epikleza konsekracyjna
- Pierwsza część opowiadania o ustanowieniu (konsekracja chleba)
- Anamneza
- Druga część opowiadania o ustanowieniu (konsekracja wina)
- Druga epikleza konsekracyjna
- Modlitwy wstawiennicze
- Doksologia
- Komunia